# 모라바 변경백국
모라바 변경백국(체코어: Markrabství moravské, 독일어: Markgrafschaft Mähren)은 1182년부터 1918년까지 현재의 체코에 존재했던 변경백국이다.
1182년 신성 로마 제국의 프리드리히 1세에 의해 수립되었다. 1526년 합스부르크 가에 편입되었으며 1804년 오스트리아 제국에 편입되었다.
1867년 오스트리아-헝가리 제국이 수립되면서 오스트리아-헝가리 제국의 구성국 가운데 하나가 되었다. 1918년 오스트리아-헝가리 제국이 제1차 세계 대전에서 패하면서 소멸되었고 체코슬로바키아에 편입되었다.